# 亨利·阿察尔
亨利·阿察尔（英語：Henry Archer，1799年？月？日—1863年3月2日），英国律师、发明家，是邮票打孔机器的发明者（方便邮票之间的边缘分裁）。